# Wojciech Widłak (kompozytor)
Wojciech Widłak (ur. 8 sierpnia 1971 w Krakowie) – polski kompozytor i pedagog, uczeń Marka Stachowskiego, Hansa Abrahamsena i Jana Jargonia, profesor tytularny, doktor habilitowany sztuk muzycznych, z wykształcenia także organista. Rektor Akademii Muzycznej im. Krzysztofa Pendereckiego w Krakowie w kadencji 2020-2024. Syn językoznawcy Stanisława Widłaka, profesora Uniwersytetu Jagiellońskiego i Elżbiety z domu Hajduk, wieloletniej kierownik Redakcji Muzyki Współczesnej i zastępcy redaktora naczelnego Polskiego Wydawnictwa Muzycznego, krewny kompozytorki i dyrygentki Ireny Pfeiffer.

## Życiorys
W 1986 ukończył Państwową Szkołę Muzyczną I st. im. Stanisława Wiechowicza w Krakowie w klasie fortepianu Marii Petronik, a następnie Państwowe Liceum Muzyczne im. Fryderyka Chopina w Krakowie w klasie organów Jacka Kuliga (1990). 1990-1995 studiował grę na organach w klasie Jana Jargonia, a 1990-1996 kompozycję pod kierunkiem Marka Stachowskiego w Akademii Muzycznej w Krakowie. W 1999 w ramach stypendium Rządu Duńskiego odbył studia uzupełniające u Hansa Abrahamsena w Królewskiej Duńskiej Akademii Muzycznej w Kopenhadze. Warsztat kompozytorski doskonalił m.in. pod kierunkiem Franco Donatoniego, Pera Nørgårda, Goce Kolarovskiego, Roberta Saxtona. Debiutował jako kompozytor w 1986 roku, wykonując własny utwór Wizje na fortepian dla młodzieży w ramach uroczystego koncertu PSM I st. W 1997 miał miejsce jego debiut symfoniczny na estradzie Filharmonii Krakowskiej (Concerto laudativo na organy, chór chłopięcy i orkiestrę).
Już w toku studiów zaczął odnosić pierwsze sukcesy kompozytorskie, m.in. jako pierwszy laureat Konkursu Młodych Kompozytorów im. Adama Didura w Sanoku (1992). Jego największym sukcesem jest rekomendacja 56. Międzynarodowej Trybuny Kompozytorów UNESCO w Paryżu (2006, Wziemięwzięcie na orkiestrę i organy). Jest także laureatem m.in. Międzynarodowego Konkursu Kompozytorskiego Filharmonii Krakowskiej na Koncert Organowy w Krakowie (1996, wyróżnienie za Concerto laudativo), II Konkursu Młodych Kompozytorów Musica Sacra w Warszawie/Częstochowie (1996, II nagroda za Psalmus CL i wyróżnienie za Pieśń wigilijną), Konkursu Kompozytorskiego Msza Bogucka w Katowicach (1998, wyróżnienie za Małą Mszę Uroczystą), 40. Konkursu Młodych Kompozytorów im. Tadeusza Bairda w Warszawie (1998, zwycięzca ex aequo, Sonata minore per organo).
Jest Członkiem Związku Kompozytorów Polskich, przypisanym do Oddziału w Krakowie. Był jurorem w ok. 20 konkursach kompozytorskich w Polsce i we Włoszech. Głównym wydawcą utworów Wojciecha Widłaka jest Polskie Wydawnictwo Muzyczne. W latach 1991-1996 był członkiem Chóru Cantores Cracovienses działającego przy bazylice NSPJ Ojców Jezuitów w Krakowie pod opieką duszpasterską ks. prof. dra hab. Stanisława Ziemiańskiego SJ.

## Działalność akademicka
Wykłada w Akademii Muzycznej im. Krzysztofa Pendereckiego w Krakowie od 1995 – najpierw jako asystent w Katedrze Organów (1995-1996), a następnie w Katedrze Kompozycji, przechodząc kolejne szczeble awansu akademickiego od asystenta po profesora tytularnego. W 1999 uzyskał kwalifikacje I stopnia (artystyczny odpowiednik doktoratu), 2004 – stopień doktora habilitowanego, 2012 – tytuł profesora. Prowadzi klasę kompozycji, w której studiuje młodzież z Polski i wielu innych krajów. Do grona jego uczniów i absolwentów należą m.in.: Nadim Husni, Peter Javorka, Viacheslav Kyrylov, Paweł Malinowski, R. Yigit Özatalay, Michal Pal’ko, Marcin Pączkowski, Jarosław Płonka, Paweł Siek, Katarzyna Szwed. Jest promotorem doktoratów w dziedzinie sztuk muzycznych (klawesynistka Goska Isphording, kompozytorzy: Henryk J. Botor, Jarosław Płonka, Michał Gronowicz, Issidoros Papadakis, Josuè W. Amador, Wassim Ibrahim, Paweł Malinowski, Paweł Siek). Gościnnie wykładał w USA (Roosevelt University, Columbia College, Chicago Music Institute), Izraelu (The Rubin Academy of Music and Dance in Jerusalem), Turcji (Istanbul Bilgi University), Włoszech, na Litwie (The Lithuanian Academy of Music and Theatre in Vilnius), Słowacji (Vysoká škola múzických umení v Bratislave) i Węgrzech (The Liszt Ferenc Academy of Music, Budapeszt). W latach 2005-2020 i ponownie od 2024 kierownik Katedry Kompozycji, 2012-2020 dziekan Wydziału Twórczości, Interpretacji i Edukacji Muzycznej, a w kadencji 2020-2024 rektor Akademii Muzycznej im. Krzysztofa Pendereckiego w Krakowie. Za jego kadencji 1 stycznia 2021 uczelni nadany został patron w osobie Krzysztofa Pendereckiego, Akademia otrzymała nowoczesny system identyfikacji wizualnej, a w 2022 nadano tytuł doktora honoris causa Anne-Sophie Mutter. W latach 1998–2003 był pierwszym kierownikiem Diecezjalnego Studium Muzyki Kościelnej Instytutu Teologicznego im. św. Jana Kantego w Bielsku-Białej. Prowadził także działalność publicystyczną (Ruch Muzyczny, prasa lokalna).

## Twórczość muzyczna
Jest autorem kilkudziesięciu utworów wykonywanych w co najmniej 16 krajach Europy (Polska, Białoruś, Czechy, Dania, Federacja Rosyjska, Francja, Holandia, Luksemburg, Macedonia, Niemcy, Słowacja, Szwajcaria Szwecja, Węgry, Wielka Brytania, Włochy), Argentynie, Azerbejdżanie, Gruzji, Japonii, Korei Płd., Turcji, USA, Meksyku, nagranych na kilkunastu płytach w Polsce (DUX, Acte Préalable, Akademia Muzyczna w Krakowie i in.) i we Włoszech (Taukay Edizioni Musicali), wydanych drukiem w Polsce (Polskie Wydawnictwo Muzyczne, Wydawnictwo DO-RE-MI), Francji (Edition Reson Anches), Niemczech (Edition Ferrimontana), zamawianych przez renomowane instytucje, artystów i zespoły (m.in. Fundacja Przyjaciół "Warszawskiej Jesieni" i Ernst von Siemens Musikstiftung, Instytut Muzyki i Tańca i Ministerstwo Kultury i Dziedzictwa Narodowego RP, Muzeum Narodowe w Krakowie)..

### Kompozycje instrumentalne

#### Orkiestrowe
- 2006, PostScriptum na orkiestrę symfoniczną
- 2007, Shortly on Line – wersja poszerzona na orkiestrę kameralną
- 2010, Festivalente na orkiestrę symfoniczną
- 2020, Conductus II na orkiestrę smyczkową
- 2021, Symfonia jednego dnia – in memoriam K.K. Baczyński

#### Na instrumenty solo z orkiestrą
2004, Wziemięwzięcie (Earthsumption) na orkiestrę symfoniczną i organy (pamięci Ofiar zamachów na World Trade Center 11.09.2001)
2016, Figury w kolorze tła – rapsodia na skrzypce solo i kameralną orkiestrę smyczkową (dla Kai Danczowskiej)
2024, Koncert na wiolonczelę i orkiestrę, pamięci ks. Jerzego Popiełuszki

#### Kameralne
- 1992, Toccata i fuga na dwa fortepiany
- 1994, Trzy szkice na 4 instrumenty (2 wersje)
- 1995-97, Concerto for 9 na flet, klarnet, fagot, trąbkę, fortepian, harfę, skrzypce, altówkę i wiolonczelę
- 1996, Dwa obrazki bez wystawy na wiolonczelę, perkusję i fortepian
- 1999, Mirabesque na 9 instrumentów stroikowych
- 1999, Trio minore na skrzypce, wiolonczelę i fortepian = wersja II Sonata minore per organo;   wersja III: Sonata na kontrabas i akordeon chromatyczny  wersja IV: Aria e danza na wiolonczelę i fortepian – cz. II i III Sonata minore

- 1999, Little Music from Three Places na trąbkę, fagot i harfę
- 2001, Shortly on Line na flet (piccolo), klarnet (klarnet basowy), fortepian, skrzypce i kontrabas (wiolonczelę)
- 2001, Canzona da augurare na klarnet, fortepian i akordeon
- 2004, Salve Regina, alegoria na obój, klarnet i fagot
- 2008, Fanfara na 2 waltornie
- 2012, ...Fa caldo... na organy i 2 akordeony
- 2013, Wszystkie złości moje na wiolonczelę i fortepian
- 2015, Añoranza. Fase inicial dla 15 instrumentalistów
- 2017, Widnokręgi na 2 flety i fortepian
- 2018, Conductus na kwartet smyczkowy
- 2022, SommerMusik na obój  klarnet, fagot i dwa akordeony
- 2023, Quasi una sonata (SommerMusik) na klarnet I fortepian
- 2025, Ostinato (Quartetto d'archi No 2) na kwartet smyczkowy

#### Solowe
- 1992, Toccata na organy
- 1996, Exclamatio dla 1 perkusisty
- 1998, Sonata minore na organy
- 1999, Pozdrowienia z Krakowa (część I Little Music from Three Places) na trąbkę solo, II wersja na puzon solo
- 2000, Reflected Art Gallery. Room No. 6b dla jednego pianisty
- 2002, Psalm na marimbę – cz. IV Psalmów dla dzieci małych i dużych
- 2003, Chromatic Fantasy (The Son is Scrumptious) na klawesyn
- 2005, Interludium na harfę (cz. V Stabat Mater)
- 2009, Po jesieni na altówkę solo, wersja II na skrzypce solo, 2010
- 2013, Szemkel (Anioł nr 7) na cymbały koncertowe
- 2019, Strzępy pamięci na fortepian

### Kompozycje wokalno-intrumentalne, sceniczne
- 1992, Kamienie ciszy na mezzosopran i orkiestrę smyczkową
- 1995, SottoVoce (pierwotny tytuł: Voci) – 5 pieśni na mezzosopran (sopran) i kwartet smyczkowy / orkiestrę smyczkową, sł.: Lionel Grifo (właśc. Ornell Vagge); wersja II: na mezzosopran (sopran) i orkiestrę smyczkową
- 1996, Concerto laudativo na organy solo, chór chłopięcy i orkiestrę symfoniczną
- 1998, Mała msza uroczysta (Msza Bogucka) na sopran, chór mieszany i organy z możliwym udziałem ludu
- 2002, Psalmy dla dzieci małych i dużych na chór chłopięcy, perkusję i organy, sł.: Leszek Aleksander Moczulski
- 2004, Felix Randal – Short Elegy na 8-głosowy chór mieszany i 2 perkusje
- 2005, Stabat Mater na głos żeński, chór mieszany, harfę i organy
- 2006, Daniel – dramat muzyczny w 1 akcie na głosy męskie, chór męski, balet lub tancerzy i orkiestrę, libretto: Stanisław Wyspiański
- 2011, Idillio – 3 pieśni na sopran i fortepian, sł.: Pierluigi Cappello

### Kompozycje wokalne
- 1996, Psalmus 150 na chór mieszany
- 1993/96, Pieśń wigilijna („Czemu płaczesz, Jezu”) na chór mieszany, sł. Kancjonał Puławski
- 2000, Modlitwa do Matki Bożej w Guadalupe na chór mieszany, sł.: Papież Jan Paweł II, wersja pierwotna: na chór mieszany, instrumenty dęte, perkusję i kontrabasy
- 2003, Psalmi latini na chór męski / wersja na chór mieszany 2005
- 2010, Kyrie na 8-głosowy chór mieszany
- 2012/2019, Misericordias Domini na 6-głosowy chór mieszany a cappella
- 2012, Pieśń do Boga Miłosiernego na 5-głosowy chór mieszany a cappella, sł. własne.

Ponadto: utwory dla dzieci i młodzieży, muzyka użytkowa – utwory i opracowania liturgiczne, inne.